# Корницы
Корни́цы (первоначально Корнилица, Корни́ца) — деревня в Бежецком муниципальном округе Тверской области. До апреля 2023 г. входила в состав упраздненного Фралёвского сельского поселения.

## Название
Корницы — место, где много корней после раскорчёвки.

## География
Находится в 10 километрах к северу от Бежецка и 5 километрах к северу от Фралёва.

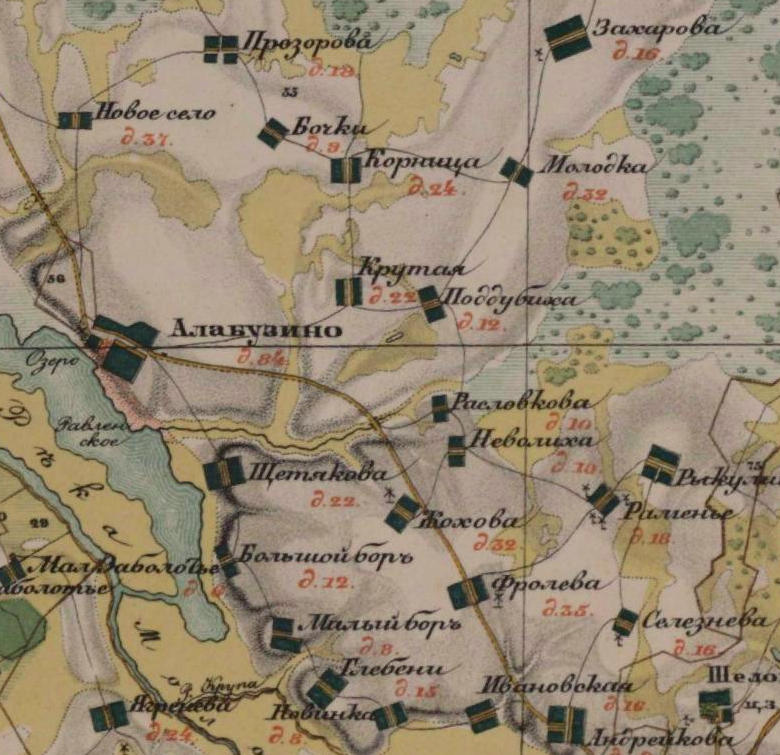
Карта окрестностей д. Корницы. Сост. в 1848 и 1849 чинами Межевого ведомства Тверской губернии и офицерами топографов воен. ведомства под наблюдением генерал-майора А. И. Менде

## История
Первые упоминания деревни датируются 1627 годом.
По данным переписи 1709 года деревня принадлежала Московскому Новодевичьему монастырю. Секуляризационная реформа 1764 года, проведённая Екатериной II, освободила жителей деревни от монастырской зависимости и перевела их в разряд «экономических крестьян».
В 1859 г. в деревне «при пруде и колодцах» было 25 дворов и проживало 144 человека: 66 мужчин и 78 женщин. Деревня считалась «казенной» (в ней жили государственные крестьяне).
1887 г: деревня на равнине, 18 колодцев и 3 пруда, кузница, ветряная мельница, школа грамотности. Дворов — 34.
Население — 180 человек: 94 мужчины, 86 женщины. Число семей — 34, безземельных семей нет. Грамотных — 8 мужчин, учащихся — 9 мальчиков.
Число скота: лошадей — 33, коров и быков — 70, овец — 38, свиней — 13. Безлошадных хозяйств — 2, хозяйств без коров — 1.
В качестве подсобного промысла жители деревни зимой занимались изготовлением веретён. Для этого использовался особый станок, ремень и нож. Станки делали сами мастера. Каждый мастер за день изготавливал до 40 штук веретён. Сто веретён на рынках Бежецка, Молокова и Поречья стоила 15-25 копеек.
Корницы были единственным в уезде поселением, где делали жернова.
Многие жители деревни в составе русской армии принимали участие в боевых действиях во время Первой мировой войны 1914—1918 годов. Среди них были:
| № | Фамилия, имя, отчество     | Место службы                                           |                  |
| - | -------------------------- | ------------------------------------------------------ | ---------------- |
| 1 | Васильев Михаил Васильевич | 68-й лейб-пехотный Бородинский полк, рядовой           | ранен/котужен    |
| 2 | Евсеев Алексей Ефимович    | 1 стрелк. Финлян. дивизион. обоз, мастер               | болен            |
| 3 | Иванов Петр Иванович       | 414-й пехотный Торопецкий полк, рядовой                | пропал без вести |
| 4 | Ильин Алексей Ильич        | 88-й пехотный Петровский полк, ефрейтор                | ранен/контужен   |
| 5 | Калинин Петр Иванович      | Лейб-гвардии 3-й стрелковый полк, рядовой лейб-гвардии | ранен/контужен   |
| 6 | Никонов Григорий Никонович | 295-й пехотный Свирский полк, рядовой                  | болен            |
| 7 | Серов Михаил Васильевич    | 460-й пехотный Тимский полк, рядовой                   | ранен/контужен   |
| 8 | Ярцев Аким Григорьевич     | 744-й Ждановский полк, ефрейтор                        | ранен/контужен   |

В советское время жители деревни состояли в колхозах «Труженик» и «Ленинский путь». Колхозы специализировался на выращивании льна на волокно и семена.
Во время Великой Отечественной войны на фронте погибли и пропали без вести 27 жителей деревни.
| №  | Фамилия, имя, отчество       | Год рождения | Год гибели |
| -- | ---------------------------- | ------------ | ---------- |
| 1  | Белов Иван Ефимович          | 1906         | 1943       |
| 2  | Варганов Алексей Иванович    | 1920         | 1944       |
| 3  | Ватагин Николай Михайлович   | 1897         | 1941       |
| 4  | Голубков Р.И.                | 1924         | 1943       |
| 5  | Голубков Сергей Михайлович   | 1905         | 1942       |
| 6  | Горшков Михаил Николаевич    | 1922         | 1944       |
| 7  | Егоров Иван Егорович         | 1918         | 1941       |
| 8  | Егоров Николай Прохорович    | 1921         | 1943       |
| 9  | Иванов Николай Иванович      | 1914         | 1941       |
| 10 | Ильин Петр Алексеевич        | 1923         | 1943       |
| 11 | Ильин Петр Ильич             | 1919         | 1943       |
| 12 | Калязин Федор Матвеевич      | 1914         | 1941       |
| 13 | Комаров Алексей Николаевич   | 1924         | 1945       |
| 14 | Кондратьев Ефим Кондратьевич | 1918         | 1944       |
| 15 | Кочетков Николай Петрович    | 1909         | 1941       |
| 16 | Кузнецов Иван Алексеевич     | 1919         | 1941       |
| 17 | Кузнецов Михаил Михайлович   | 1907         | 1941       |
| 18 | Кузьмин Владимир Степанович  | 1921         | 1942       |
| 19 | Макаров Василий Макарович    | 1913         | 1941       |
| 20 | Мельников Петр Яковлевич     | 1902         | 1945       |
| 21 | Садиков Михаил Михайлович    | 1903         | 1942       |
| 22 | Самсонов Сергей Федорович    | 1919         | 1943       |
| 23 | Серов Алексей Яковлевич      | 1904         | 1943       |
| 24 | Сидоров Андрей Андреевич     | 1905         | 1941       |
| 25 | Татушин Иван Васильевич      | 1902         | 1942       |
| 26 | Федоров Алексей Федорович    | 1913         | 1943       |
| 27 | Ярцев Николай Акимович       | 1922         | 1942       |

Трое уроженцев Корниц за проявленные доблесть и мужество были удостоены государственных наград:
- Мельников Иван Яковлевич — орден Славы III степени, медаль «За отвагу»;
- Голубков Иван Михайлович — медаль «За отвагу»;
- Иванов Дмитрий Иванович — медаль «За отвагу».

В середине 1950-x годов деревню электрифицировали.
В 2007 году деревня получила статус нежилой, когда её покинул последний житель. В летнее время года здесь проживают несколько семей.

### Административно-территориальная принадлежность
До административно-территориальной реформы 1919 года деревня была в составе Новской волости Бежецкого уезда Тверской губернии.
В 1919 г. деревня вошла в состав Захаровского сельсовета сначала Алабузинской волости Бежецкого уезда, а затем Бежецкого района.

## Население
| 2008 | 2010 |
| ---- | ---- |
| 3    | ↘1   |

## Известные уроженцы, жители
Уроженцы деревни Апышева Анна Фёдоровна, Варганов Иван Иванович, Калязина (Никитина) Екатерина Матвеевна, Никитина (Гусева) Анна Ивановна и Скрипачёва Александра Яковлевна за получение высоких урожаев льна в 1948—1949 годах были удостоены звания Героя Социалистического Труда и награждены орденами Ленина.

## Религия
Жители деревни были прихожанами Троицкой (постройки конца XVIII века) и Смоленской (постройки начала XIX века) церквей села Алабузино, находившихся в 3 верстах от деревни.

## Инфраструктура
Личное подсобное хозяйство с зоной сельскохозяйственного использования, индивидуальная застройка усадебного типа.
В 1901 г. в деревне было 25 дворов и проживало 102 мужчины и 96 женщин.
В 1915 г. деревня насчитывала 43 двора.

### Архитектура и строительство
В деревне традиционно строили бревенчатые срубные дома. Лес для их постройки заготавливали в районе села Максатиха, там его пилили на брёвна и лошадьми перевозили к реке Молога. Здесь брёвна связывали в плоты и сплавляли их до села Алабузино. Оттуда брёвна лошадьми доставлялись до Корниц.
На обычный жилой дом с пристройкой для скота требовалось около 200 брёвен. Часть брёвен ручными пилами распиливали на доски и стропила. В качестве фундамента использовались большие камни-валуны, которые подкладывали под углы дома. Камень добывали на Бежецком верхе, где он прикрыт ледниковыми глинами и песками. На фундамент ставилась коробка из брёвен, соединённых в углах методом крепления «лапка». В пазах углов делались различные шипы, увеличивавшие прочность и плотность сцепления. Стыки между брёвнами для утепления конопатились льном. Жилой дом и хозяйственные постройки, как правило, располагались под одной крышей, которая была обычно двускатной. Кровельным материалом служили солома или дранка, позже шифер. Зажиточные крестьяне обшивали дом досками.
В центре жилой части дома устанавливалась русская печь, служившая как для отопления, так и для приготовления еды. В качестве топлива использовались дрова и торф, которые заготавливали неподалёку. 

### Образование
С конца XIX века в деревне работала начальная школа (школа грамоты). После войны было построено новое здание школы, а освободившийся дом власти предоставили семье погибшего на фронте Голубкова С. М. В новом здании школа просуществовала до конца 60-х годов XX века, в последующие годы дети посещали начальную школу в деревне Прозорово, а позднее — семилетнюю в селе Захарово.
В 1918 г. преподавателями школы были Васильева Софья Васильевна и Михайлова Екатерина Ивановна.
Довоенное поколение учеников обучала Мария Аркадьевна Белоросова, а после войны заведующей школы была её сестра — Лидия Аркадьевна. Сёстры проживали в Бежецке и в школу добиралась пешком. В 1949 г. «за плодотворную работу в области народного образования» Белоросова Лидия Аркадьевна была награждена орденом Ленина.

## Достопримечательности
13 июня 2014 г. на въезде в деревню по инициативе уроженца деревни полковника Анатолия Васильевича Иванова установлен и освящён Поклонный крест с прикреплённой иконой.

## Транспорт
С соседними населенными пунктами деревню соединяют просёлочные дороги. Ближайшие шоссейные дороги проходят через села Алабузино (Бежецк — Поречье) и Захарово (Бежецк — Ляды).

## Галерея

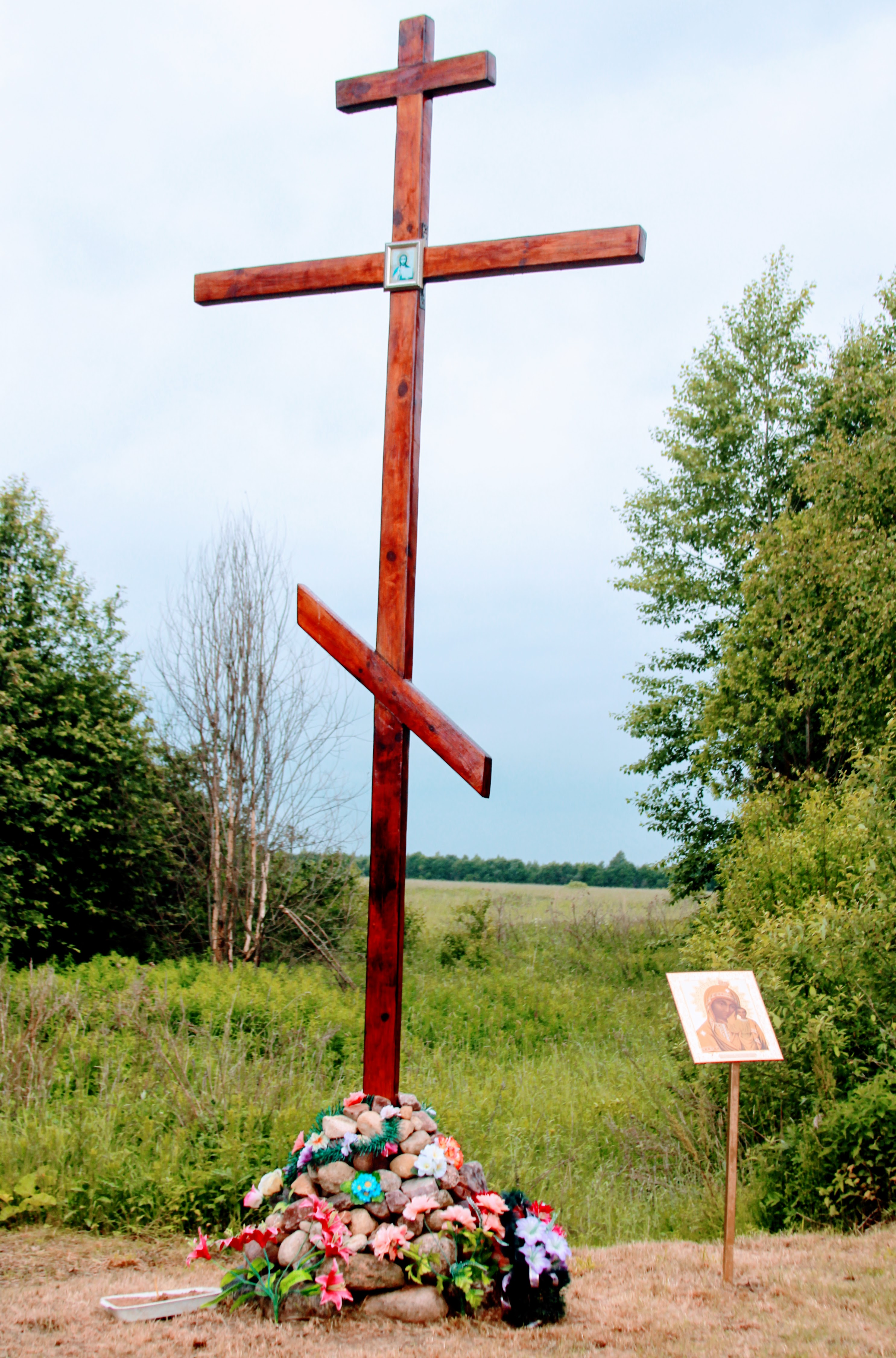
Поклонный крест
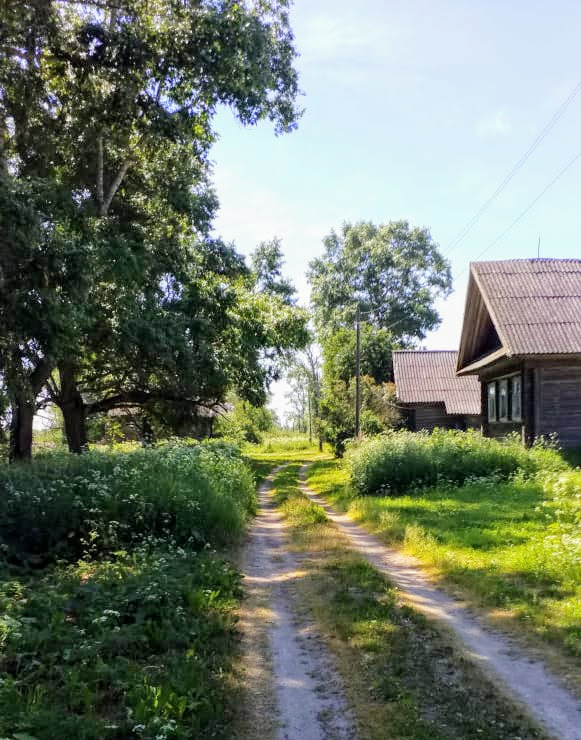
Дорога
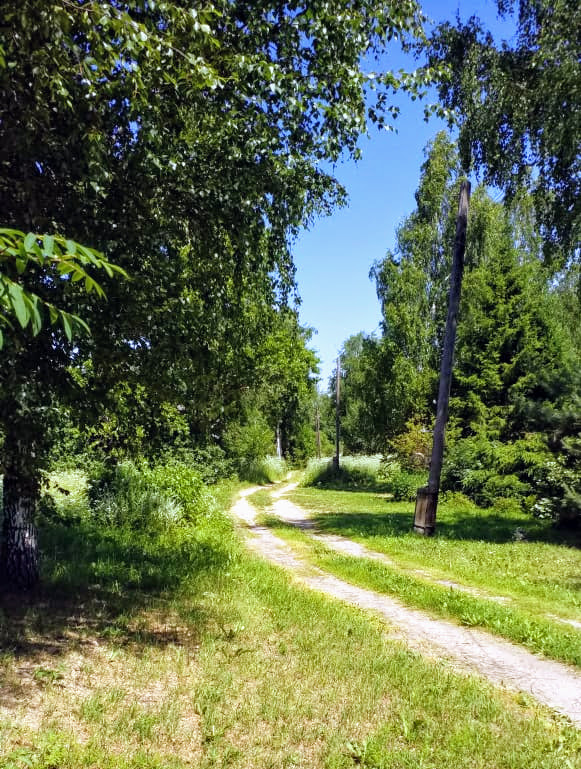
Дорога
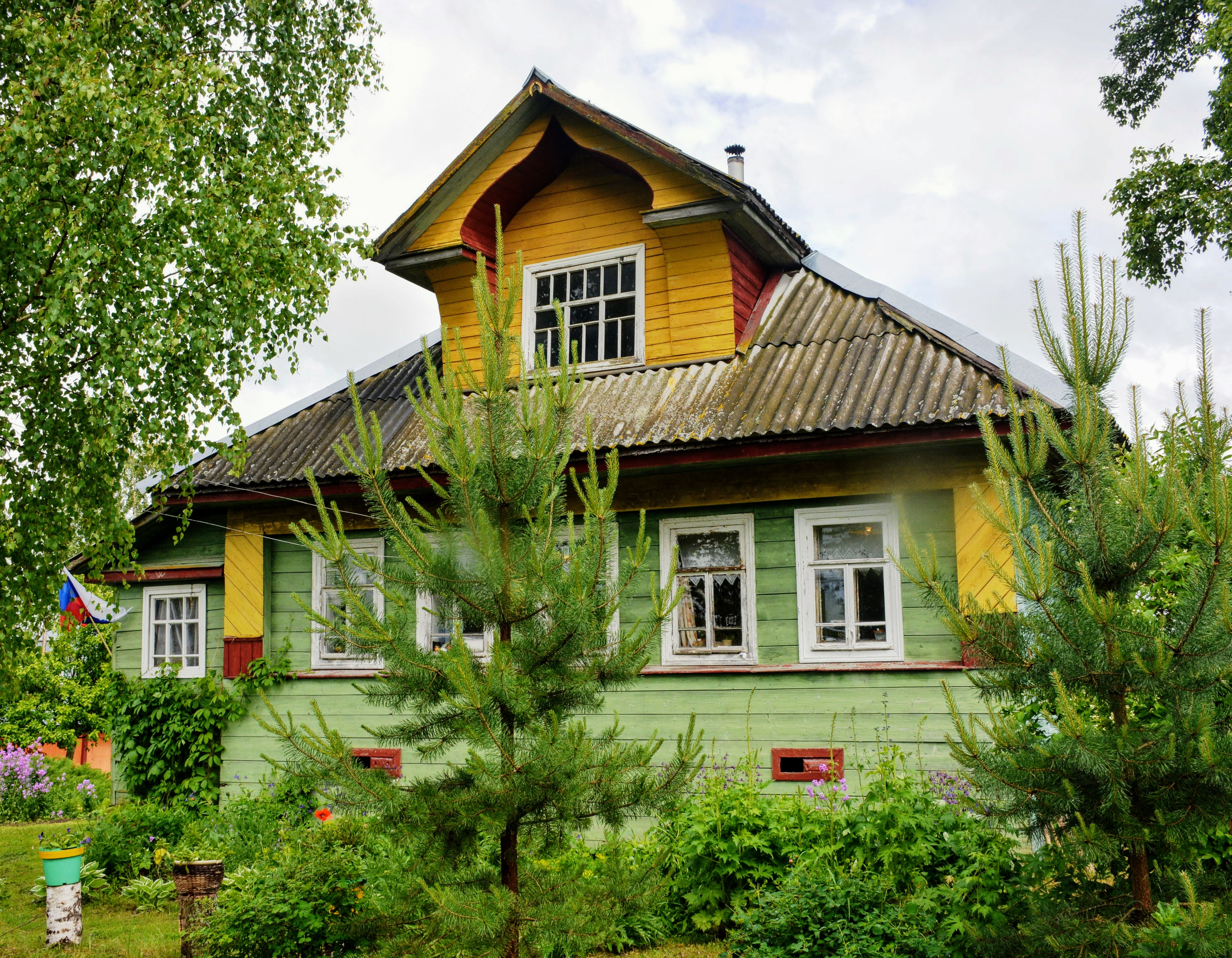
Дом Иванова А.В.
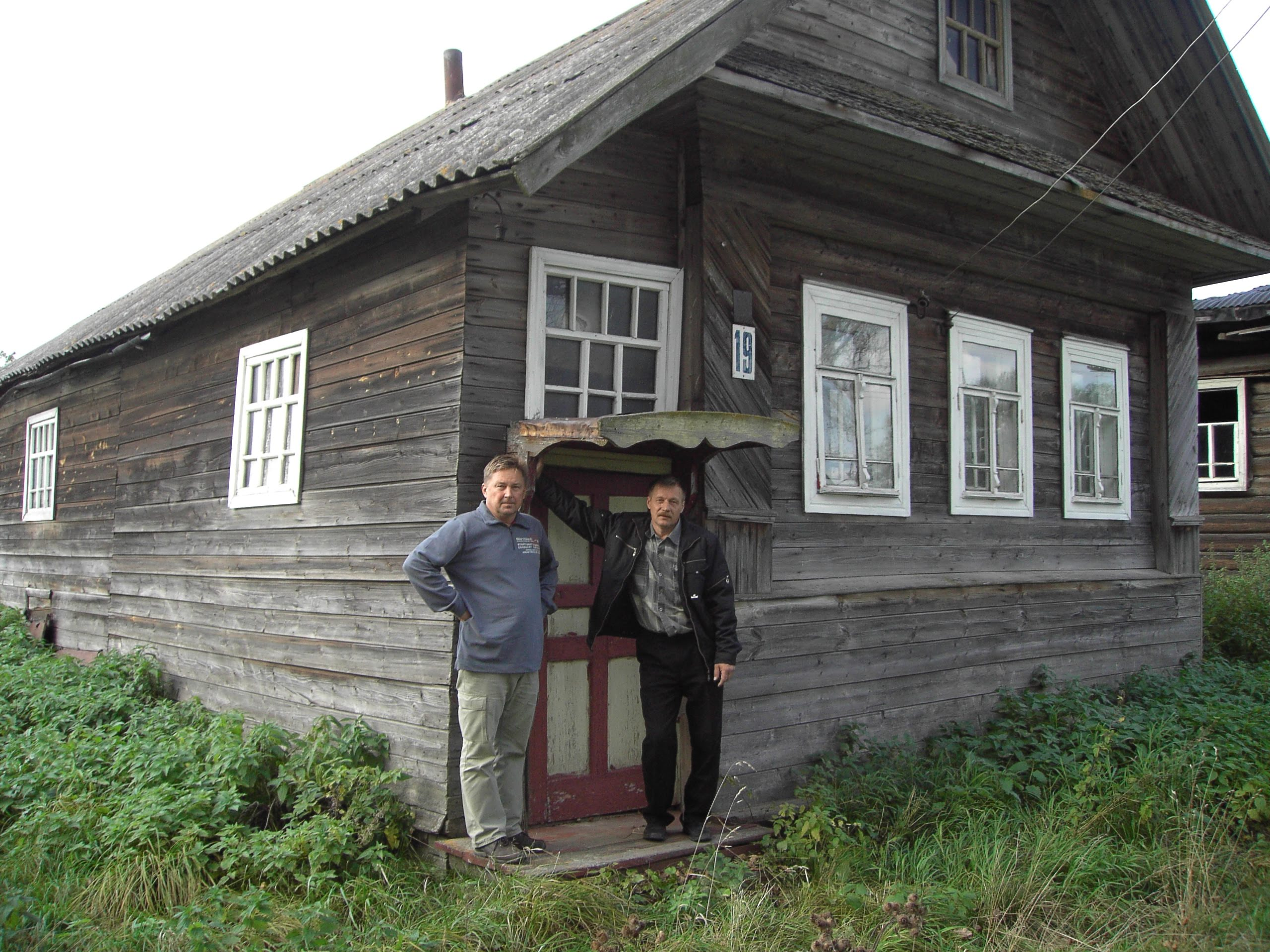
Дом Голубковых
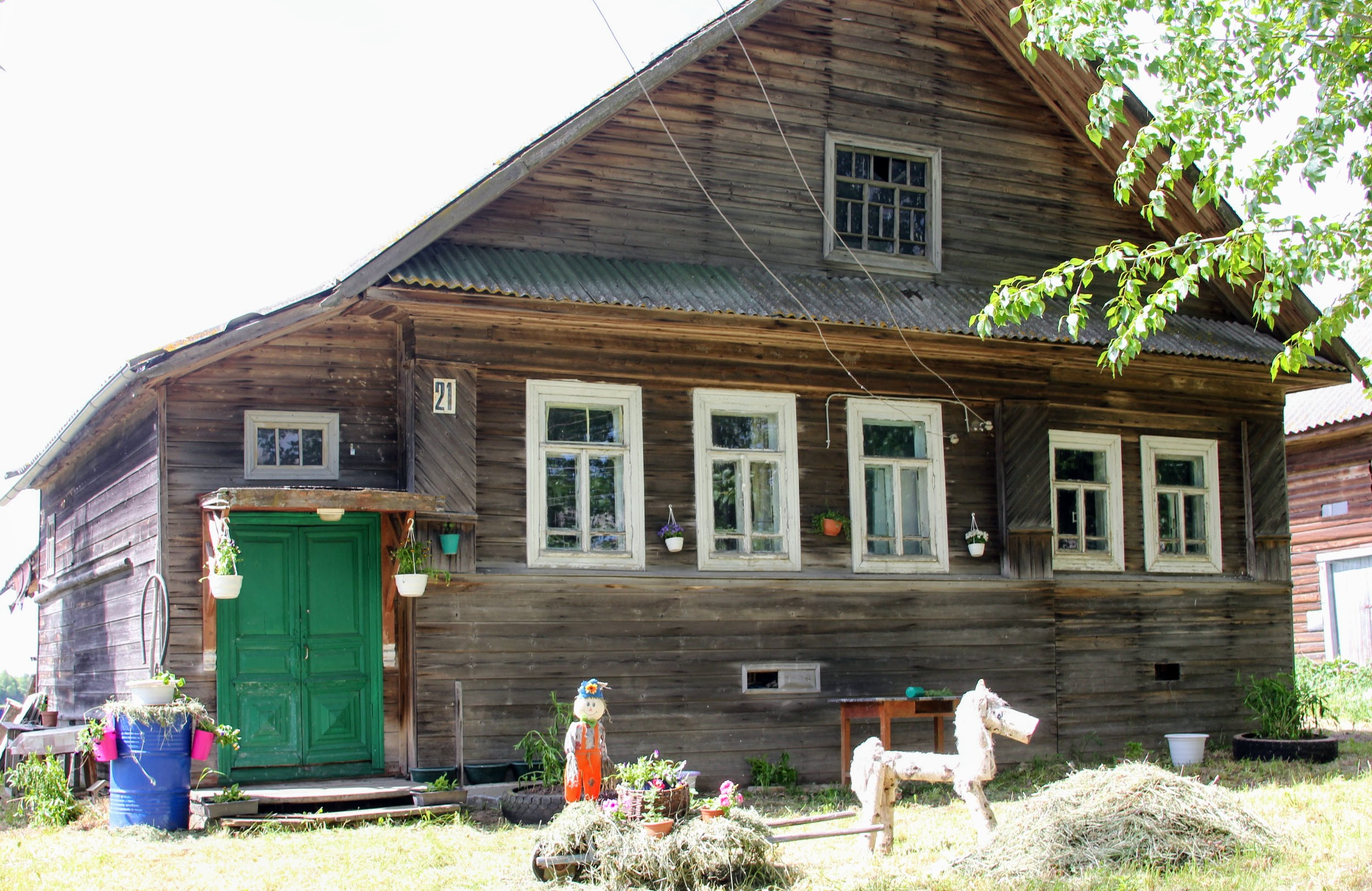
Дом, где жила Никитина Екатерина Матвеевна
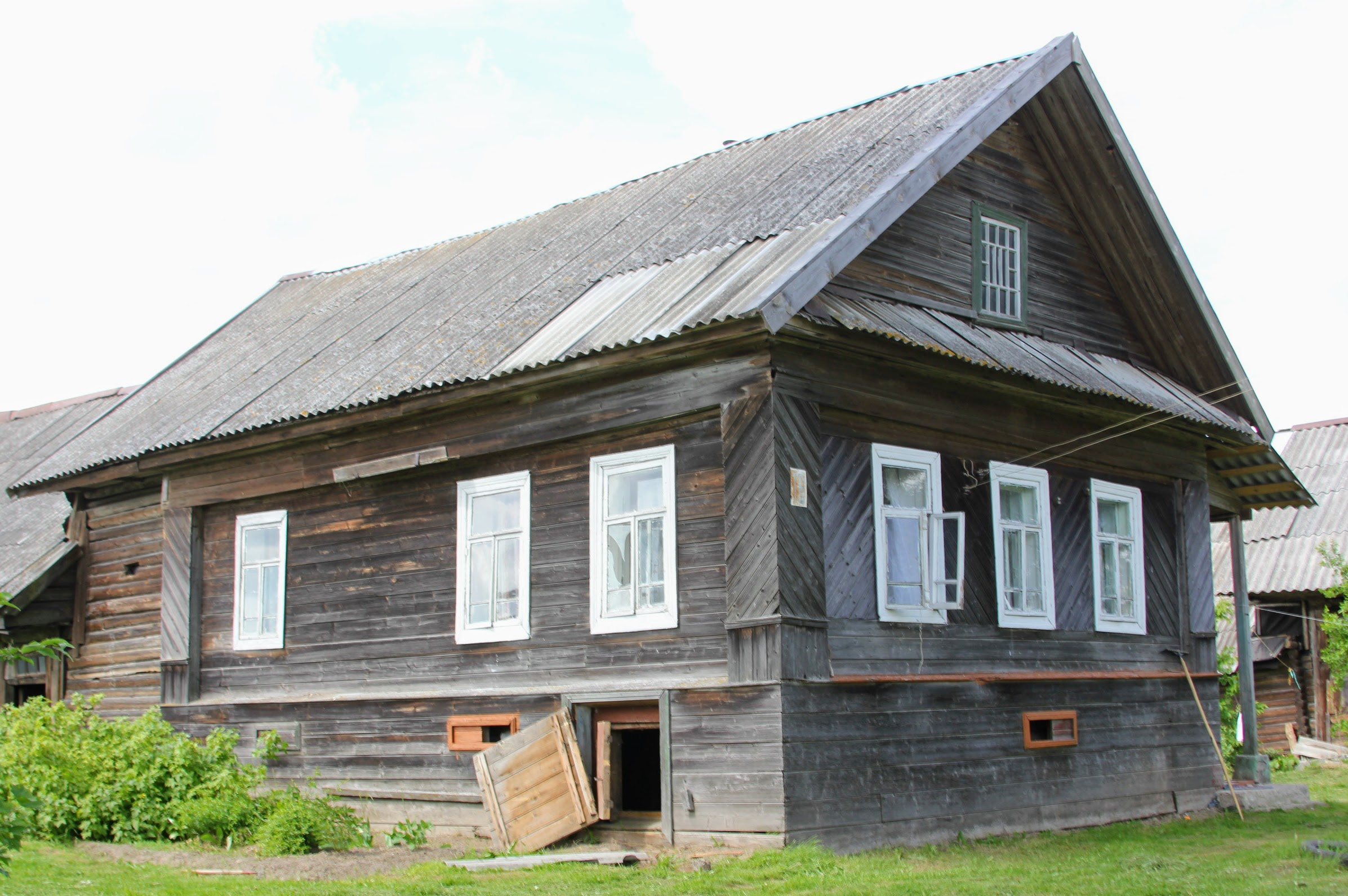
Дом Антоновых
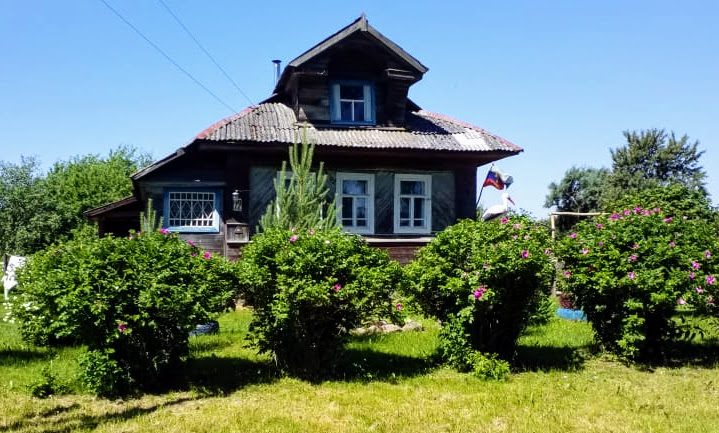
Дом Бардина Александра Николаевича
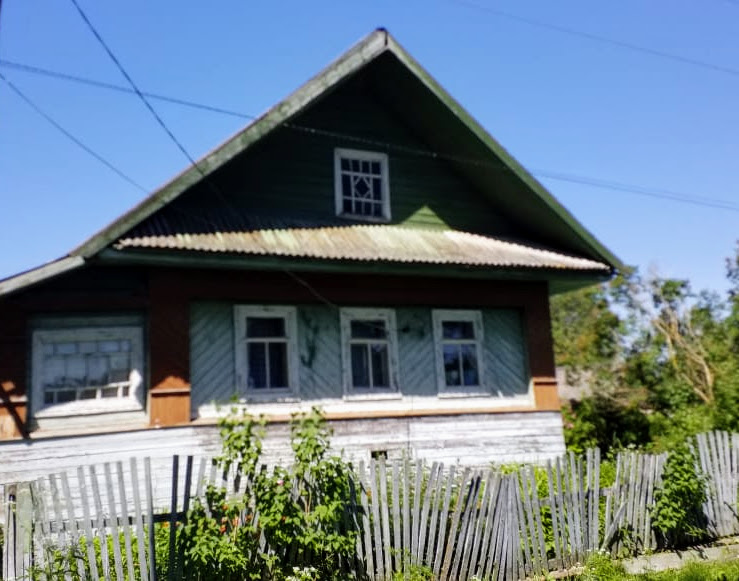
Дом Ярцева Сергея Акимовича
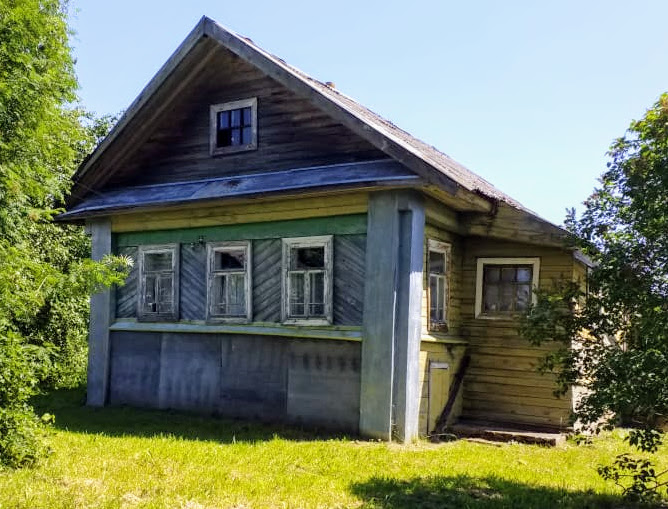
Дом Голубковых Александры и Марии
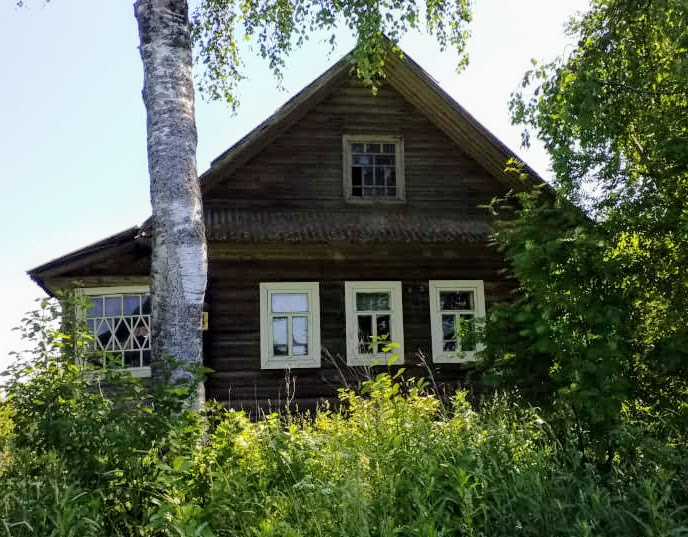
Дом Захариной Марии